# Jacob Breyne
Jacob Breyne, detto anche Jakob Breyne o Jacobi Breynii o Jacobus Breynius Gedanensis (Danzica, 14 gennaio 1637 – 25 gennaio 1697), è stato un botanico tedesco.

## Biografia
Mercante tedesco d'origini olandesi, alla morte del padre nel 1665 si stabilisce definitivamente a Danzica per continuare l'attività di commerciante. Nel frattempo continua gli studi e le ricerche in botanica. Sposa Sarah Rogge, figlia di un cambiavalute della città. Il figlio Johann Philipp Breyne botanico, paleontologo e zoologo, seguirà gli studi paterni collaborando nella stesura di alcune opere.

Nel 1678 pubblica Exoticarum aliarumque minus cognitarium plantarum centuria prima successivamente integrato da studi e ricerche del figlio Johann Philipp. L'opera è un trattato di oltre un centinaio di specie vegetali originarie del Sudafrica.

Suo il Prodromus fasciculi rariorum plantarum trattato in due pubblicazioni 1680 e 1689.

Charles Plumier in suo onore ha dato il nome Breynia ad un genere di piante appartenente alla famiglia delle Phyllanthaceae. Linneo nella sua catalogazione manterrà la denominazione.

Pinax botanōnymos polyglōttos katholikos, Index nominum plantarum universalis, 1682, con integrazioni di Christian Mentzel.

## Opere

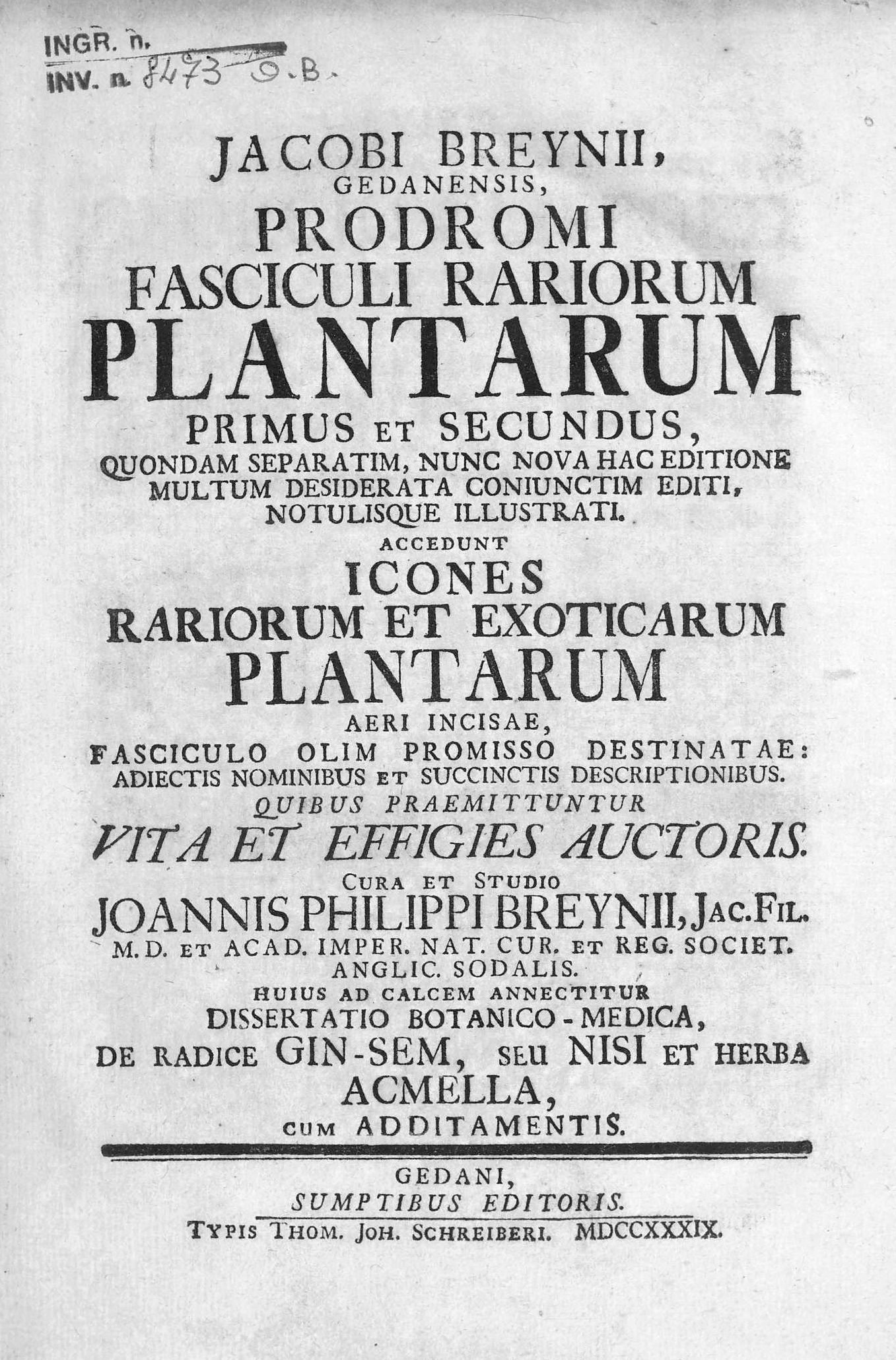
Prodromi fasciculi rariorum plantarum primus et secundus, 1739

- Exoticarum aliarumque minus cognitarium plantarum centuria prima, 1678.
- Prodromus fasciculi rariorum plantarum, 1680 e 1689.
  - (LA) Prodromi fasciculi rariorum plantarum primus et secundus, Gdańsk, Thomas Johann Schreiber, 1739.
- Pinax botanōnymos polyglōttos katholikos, Index nominum plantarum universalis, 1682 (con Christian Mentzel).